# Roman Palester

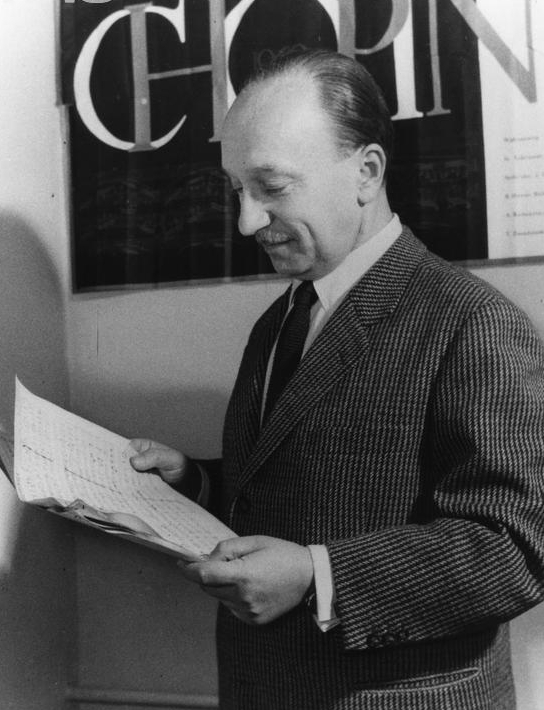
Roman Palester (Urheberrechte unklar)

Roman Palester (geboren 28. Dezember 1907 in Śniatyn, Österreich-Ungarn; gestorben 25. August 1989 in Paris) war ein polnischer Komponist.

## Leben
Roman Palester wurde in Śniatyn geboren, das bis 1918 zu Österreich-Ungarn und dann zu Polen gehörte. Ab dem siebten Lebensjahr erhielt er Klavierunterricht. Er studierte das Instrument von 1919 bis 1921 am Musikinstitut von Krakau und bis 1925 am Konservatorium von Lemberg bei Maria Soltys. Ab 1925 studierte er Philosophie an der Universität Warschau und parallel am Konservatorium Musik bei Kazimierz Sikorski. 1930 debütierte er als Komponist mit der Aufführung der Muzyka symfoniczna in Warschau.
1932 war Palester mit Psalm V Preisträger im Wettbewerb der Singers’ Societies Association, 1935 mit Wariacje im Wettbewerb der polnischen Musikverlegergesellschaft. 1937 wurde sein Ballett Pieśń o ziemi  bei der Weltausstellung in Paris mit einer Goldmedaille ausgezeichnet. Daneben entstanden in dieser Zeit, u. a. in Zusammenarbeit mit Leon Schiller und Juliusz Osterwa, zahlreiche Film-, Schauspiel- und Rundfunkmusiken.
Seit 1936 war Palester Vizepräsident des polnischen Komponistenverbandes, seit 1937 Vizepräsident der polnischen Sektion der International Society for Contemporary Music, deren 17. Festival er 1939 in Warschau und Krakau leitete. Während des Zweiten Weltkrieges lebte er in Warschau. Während des Warschauer Aufstandes gingen einige seiner Kompositionen verloren, Palester selbst war sechs Wochen lang in einem Gestapo-Gefängnis.
Von 1945 bis 1947 war Palester Vizerektor und Professor für Komposition an der Staatlichen Musikhochschule Krakau. 1947 verließ er Polen und ließ sich nach der Proklamation des sozialistischen Realismus in der Musik durch den polnischen Komponistenverband endgültig im Ausland nieder. Er lebte zunächst in Paris und von 1952 bis 1972 in München. Hier war er Mitarbeiter der polnischen Sektion von Radio Free Europe.
Während in Polen sein Name in den Medien nicht genannt werden durfte und der Komponistenverband seine Mitgliedschaft löschte, hatte Palester mit seinen Kompositionen internationale Erfolge. Die italienische Sektion der International Society for Contemporary Music zeichnete ihn 1962 mit dem ersten Preis für die Oper Smierc Don Juana aus, zwei Jahre später erhielt er den  Alfred-Jurzykowski-Preis für sein Werk in der Emigration.
Seit Ende der 1970er Jahre wurde Palester in Polen rehabilitiert. 1981 annullierte der Komponistenverband seinen Ausschluss, die polnische Sektion der International Society for Contemporary Music und der Karol-Szymanowski-Musikgesellschaft zogen nach. Palester besuchte jedoch Polen nur noch einmal zur Erstaufführung seines Hymnus pro gratiarum actione 1983.

## Werke
- Sonatina na skrzypce i wiolonczele (Sonatine für Violine und Cello), 1929
- Kwartet smyczkowy nr 1 (Streichquartett Nr. 1), 1929–1930
- Trzy pieśni do słów Kazimiery Iłłakowiczówny (Drei Lieder nach Texten von Kazimiera Iłłakowiczówna) für Sopran und Klavier, 1930
- Psalm V für Bariton, gemischten Chor und Orchester 1930–1931
- Taniec z Osmolody (Tanz aus Osmoloda) für Sinfonieorchester, 1932
- Symfonia dziecięca (Kindersinfonie) für sieben Instrumente, 1932
- Symfonia nr 1 für großes Orchester, 1934–1935
- Wariacje (Variationen) für Kammerorchester, 1935
- Mała uwertura (Kleine Ouvertüre) für Sinfonieorchester, 1935
- Piosenka łowicka (Lied aus Lowicz) für Klavier, 1935
- Pociąg towarowy (Güterzug) für Klavier, 1935
- Kanon für Klavier, 1935
- Koncert na fortepian i orkiestre, 1935–1936
- Kwartet smyczkowy nr 2 (Streichquartett Nr. 2), 1936
- Sonatina na trzy klarnety (Sonatine für drei Klarinetten), 1936
- Pieśń o ziemi (Lied von der Erde), Ballett, 1937
- Tańce Polskie (Polnische Tänze) aus Piesn o ziemi für Orchester, 1937
- Suita symfoniczna, 1937–1938
- Concertino für Altsaxophon, 1938
- Sonata na dwoje skrzypiec i fortepian (Sonate für zwei Violinen und Klavier), 1939
- Divertimento für sechs Instrumente, 1939–1940
- Koncert na skrzypce i orkiestrę (Konzert für Violine und Orchester), 1939–1941
- Sonatina na fortepian na 4 rece (Sonatine für Klavier zu vier Händen), 1940
- Symfonia nr 2, 1941–1942
- Concertino für Klavier und Orchester, 1942
- Kołacze, Hochzeitsgedicht für Frauenchor und Kammerorchester, 1942
- Kwartet smyczkowy nr 3 (Streichquartett Nr. 3), 1942–1944
- Polonezy M.K. Oginskiego (M.K. Oginskis Polonaisen) für kleines Orchester, 1943
- Dwie etiudy na fortepian (Zwei Etüden für Klavier), 1943
- Requiem für vier Solostimmen, gemischten Chor und Orchester, 1945–1949
- Serenada für zwei Flöten und Streichorchester, 1946
- Trio smyczkowe nr 1 (Streichtrio Nr. 1), 1946
- Nokturn, 1. Version für Streichorchester, 1947
- Mała serenada (Kleine Serenade) für Flöte, Violine und Viola, 1947
- Sinfonietta für Kammerorchester, 1948
- Divertimento für neun Instrumente, 1948
- Suita weselna (Hochzeitssuite) für kleines Instrumentalensemble, 1948
- Symfonia nr 3 für zwei Streichorchester, 1948–1949
- Wisła, Kantate für Sprecher, gemischten Chor und Instrumentalensemble, 1948–1949
- Symfonia nr 4, 1. Version, 1948–1952
- Missa brevis für gemischten Chor a cappella, 1951
- Passacaglia für Orchester, 1953
- Nokturn 2. Version für Streichorchester, 1954
- Adagio für Streichorchester, 1954
- Preludia für Klavier, 1954
- Variazioni per orchestra, 1. Version, 1955
- Taniec polski (Polnischer Tanz) aus dem Ballett Piesn o ziemi, 1955
- Concertino per clavicembalo e dieci strumenti su temi di vecchie danze polacche, 1955
- Muzyka na dwa fortepiany i orkiestrę (Musik für zwei Klaviere und Orchester), 1955–1959
- Koncert na skrzypce i orkiestrę (Konzert für Violine und Orchester) 2. Version, 1957–1959
- Study 58 für Kammerorchester, 1958
- Piccolo concerto für Kammerorchester, 1958
- Trio smyczkowe nr 2 (Streichtrio Nr. 2), 1959
- Śmierć Don Juana (Der Tod des Don Juan), musikalische Aktion in einem Akt, 1959–1961
- Treny, drei Exzerpte von Jan Kochanowski für Stimme und Instrumentalensemble, 1962
- Śmierć Don Juana (Der Tod des Don Juan), drei sinfonische Episoden für Orchester, 1963
- Varianti für zwei Klaviere, 1963–1964
- Duety für zwei Violinen, 1965
- Metamorfozy für Orchester, 1966–1968
- Trio stroikowe (Bläsertrio), 1967
- Variazioni per orchestra [2. Version], 1968
- Sonata na skrzypce i wiolonczele (Sonate für Violine und Cello), 1968
- Suita we czwórkę (Suite für vier Instrumente) für Oboe, Violine, Viola und Cello, 1969
- Sonata na fortepian nr 1, 1970–1971
- Symfonia nr 4 (2. Version), 1972
- Wariacje na fortepian (Variationen für Klavier), 1972
- Passacaglia für Klavier, 1973
- Ekspresje (Expression) für Klavier, 1974–1975
- Kwartet smyczkowy nr 3 (Streichquartett Nr. 3) 2. Version, 1974
- Trzy wiersze Czesława Miłosza (Drei Gedichte von Czesław Miłosz) für Sopran und zwölf Instrumente, 1975–1977
- Koncert na altowke i orkiestre (Konzert für Viola und Orchester), 1975–1978
- Concertino für Altsaxophon und Streichorchester, 2. Version, 1977–1978
- Symfonia nr 5, 1977–1981
- Monogramy, Kammerkonzert für Sopran und Klavier, 1978
- Wisła, 2. Version, Kanate für Sprecher, gemischten Chor und Instrumentalensemble, 1979
- Hymnus pro gratiarum actione für Kinderchor, zwei gemischte Chöre und Instrumentalensemble, 1979
- Etiudy na fortepian, 1979–1981
- Sonata na fortepian nr 2, 1980
- Koncert na skrzypce i orkiestrę (Konzert für Violine und Orchester), 3. Version, 1984–1985
- Listy do matki (Briefe an die Mutter), Kantate für Bariton und kleines Orchester, 1984–1987
- Trio na flet, altowke i harfe (Trio für Flöte, Viola und Harfe), 1985
- Wisła, 3. Version, Kantate für Sprecher, gemischten Chor und zwei Klaviere, 1985
- Suita Symfoniczna, 1986
- Kolędy (Weihnachtslieder) für gemischten Chor, 1988
- Kolędy (Weihnachtslieder) für Solosopran und Instrumente, 1988
- Psalm V 2. Version, für Bariton, gemischten Chor und Orchester, 1988

## Filmografie (Auswahl)
- 1937: Die Mädchen von der Nowolipki-Straße (Dziewczeta z Nowolipek)
- 1948: Die Grenzstraße (Ulica Graniczna)
- 1948: Die letzte Etappe (Ostatni etap)